# Enicospilus inflexocarinatus
Enicospilus inflexocarinatus là một loài tò vò trong họ Ichneumonidae.